# Ade Bethune
Ade Bethune, född 12 januari 1914 i Schaerbeek, Belgien, död 1 maj 2002 i Portsmouth, Rhode Island, var en amerikansk romersk-katolsk konstnär som är känd för sina träsnitt.

## Artistiska verk (ett urval)
- Krucifix, St. Paulinus Parish, Clairton, Pennsylvania
- Design av St. Paulinus Parish, Clairton, Pennsylvania
- St. Leo-kyrkan i St. Paul, Minnesota
- Det kulturella området Chapel + Cultural Center at Rensselaer, som ligger i Troy, New York
- Mosaikvägg i Church of the Angry Christ, Victorias City, Filippinerna

## Aktivism
Under studietiden var Ade Bethune intresserad av den katolska arbetarrörelsens humanitära arbete för de fattiga. Detta intresse bibehöll hon genom hela livet. Bland annat blev hon engagerad i frågan om bostad för fattiga äldre. 1969 grundade hon Church Community Housing Corporation i Newport County, Rhode Island, för att designa och bygga hus. 1991 grundade hon 'Star of the Sea' för att bygga om ett konvent som tillhört karmelitorden till en ett alternativt och andligt äldreboende för äldre. Hon bodde själv där till sin död. 